# CWA World Heavyweight Championship
El CWA World Heavyweight Championship
o Campeonato Mundial de los Pesos Pesados de la CWA fue un campeonato mundial dentro de la promoción Continental Wrestling Association que tuvo existencia desde 1979 hasta 1981.

## Lista de campeones
| Campeón: | Reinado: | Fecha:                  | Lugar:               | Notas: |
| --- | -------- | ----------------------- | -------------------- | --- |
| CWA World Heavyweight Championship |          |                         |                      | |
| Thunderbolt Patterson | 1        | 28 de abril de 1979     | Memphis, Tennessee   | Esta fue la primera fecha en que Patterson fue reconocido como campeón. Venció a Mark Lewin en enero de 1979 en Melbourne, Australia para convertirse en el primer campeón. |
| |          |                         |                      | |
| Pat McGinnis | 1        | 2 de octubre de 1979    | Louisville, Kentucky | Derrotó a Hector Guerrero. |
| "Superstar" Billy Graham | 1        | 8 de octubre de 1979    | Memphis, Tennessee   | |
| Jerry Lawler | 1        | 12 de noviembre de 1979 | Memphis, Tennessee   | |
| El campeonato se mantuvo luego de una lucha ante Bill Dundee el 21 de enero de 1980 en Memphis, Tennessee. Lawler se rompió su pierna el 3 de febrero durante un juego de Football. |          |                         |                      | |
| Billy Robinson | 1        | 28 de abril de 1980     | Memphis, Tennessee   | Derrotó a The Masked Superstar. |
| Bill Dundee | 1        | 4 de agosto de 1980     | Memphis, Tennessee   | |
| Billy Robinson | 2        | 11 de agosto de 1980    | Memphis, Tennessee   | |
| Austin Idol | 1        | 6 de octubre de 1980    | Memphis, Tennessee   | |
| Bobby Eaton | 1        | 20 de octubre de 1980   | Memphis, Tennessee   | Ganó el campeonato por abandono. |
| Billy Robinson | 3        | 27 de octubre de 1980   | Memphis, Tennessee   | |
| Dory Funk, Jr. | 1        | abril de 1981           |                      | |
| El campeonato fue retirado luego en 1981. |          |                         |                      | |